# Réserves de biosphère au Mexique
Le Mexique compte 41 réserves de biosphère reconnues par l'Unesco dans le cadre du programme sur l'homme et la biosphère.  
Elles sont administrées par la Commission Nationale des Aires Naturelles Protégées (CONANP). 
Le Mexique possède également 42 autres "réserves de biosphère" qui font uniquement l'objet d'une désignation à l'échelle fédérale. Elles sont également administrées par la CONANP et protègent 12 652 787 ha, soit 6,44% du territoire national.  

## Liste des réserves de biosphère de l'UNESCO
| #  | Réserve de biosphère                                         | État                       | Année de création | Surface (ha) | Illustration |
| -- | ------------------------------------------------------------ | -------------------------- | ----------------- | ------------ | ------------ |
| 1  | Réserve de biosphère de Mapimí (en)                          | Chihuahua Coahuila Durango | 1977              | 342388       |              |
| 2  | Réserve de biosphère La Michilía                             | Durango                    | 1977              | 9325         |              |
| 3  | Réserve de biosphère Montes Azules                           | Chiapas                    | 1979              | 331200       |              |
| 4  | Réserve de biosphère El Cielo                                | Tamaulipas                 | 1986              | 144540       |              |
| 5  | Réserve de biosphère de Sian Ka'an                           | Quintana Roo               | 1986              | 528148       |              |
| 6  | Réserve de biosphère de la Sierra de Manantlán (en)          | Colima Jalisco             | 1988              | 139577       |              |
| 7  | Réserve de biosphère de Calakmul                             | Campeche                   | 1993              | 723185       |              |
| 8  | Réserve de biosphère El Triunfo                              | Chiapas                    | 1993              | 119177       |              |
| 9  | Réserve de biosphère El Vizcaíno                             | Basse-Californie-du-Sud    | 1993              | 2493091      |              |
| 10 | Réserve de biosphère de l'Alto Golfo de Californie (en)      | Basse-Californie Sonora    | 1993              | 934756       |              |
| 11 | Réserve de biosphère de la Sierra Gorda                      | Querétaro                  | 2001              | 383567       |              |
| 12 | Réserve de biosphère Banco Chinchorro                        | Quintana Roo               | 2003              | 144360       |              |
| 13 | Réserve de biosphère de la Sierra La Laguna                  | Basse-Californie-du-Sud    | 2003              | 112437       |              |
| 14 | Réserve de biosphère Ría Celestún                            | Campeche Yucatán           | 2004              | 81482        |              |
| 15 | Réserve de biosphère Ría Lagartos (en)                       | Yucatán                    | 2004              | 60348        |              |
| 16 | Réserve de biosphère Cumbres de Monterrey                    | Nuevo León                 | 2006              |              |              |
| 17 | Réserve de biosphère Huatulco                                | Oaxaca                     | 2006              |              |              |
| 18 | Réserve de biosphère La Encrucijada (en)                     | Chiapas                    | 2006              | 144868       |              |
| 19 | Réserve de biosphère La Primavera                            | Jalisco                    | 2006              |              |              |
| 20 | Réserve de biosphère La Sepultura                            | Chiapas                    | 2006              | 167310       |              |
| 21 | Réserve de biosphère Laguna Madre et Río Bravo Delta         | Tamaulipas                 | 2006              |              |              |
| 22 | Réserve de biosphère Los Tuxtlas                             | Veracruz                   | 2006              | 155122       |              |
| 23 | Réserve de biosphère Maderas del Carmen                      | Coahuila                   | 2006              |              |              |
| 24 | Réserve de biosphère du Papillon Monarque                    | État de Mexico Michoacán   | 2006              | 56259        |              |
| 25 | Réserve de biosphère Pantanos de Centla                      | Tabasco                    | 2006              | 302707       |              |
| 26 | Réserve de biosphère Selva el Ocote                          | Chiapas                    | 2006              | 101288       |              |
| 27 | Réserve de biosphère Sierra de Huautla                       | Morelos                    | 2006              | 59031        |              |
| 28 | Réserve de biosphère du Volcan Tacaná (en)                   | Chiapas                    | 2006              | 6378         |              |
| 29 | Réserve de biosphère Arrecife Alacranes                      | Yucatán                    | 2006              |              |              |
| 30 | Réserve de biosphère Barranca de Metztilan                   | Hidalgo                    | 2006              | 96043        |              |
| 31 | Réserve de biosphère de Chamela-Cuixmala                     | Jalisco                    | 2006              | 13142        |              |
| 32 | Réserve de biosphère Cuatrocienagas                          | Coahuila                   | 2006              |              |              |
| 33 | Réserve de biosphère Sistema Arrecifal Veracruzano           | Veracruz                   | 2006              |              |              |
| 34 | Réserve de biosphère de la Sierra de Alamos - Río Cuchujaqui | Sonora                     | 2007              |              |              |
| 35 | Réserve de biosphère Islas Marietas                          | Nayarit                    | 2008              |              |              |
| 36 | Réserve de biosphère Lagunas de Montebello                   | Chiapas                    | 2009              |              |              |
| 37 | Réserve de biosphère Naha-Metzabok                           | Chiapas                    | 2010              |              |              |
| 38 | Réserve de biosphère Los Volcanes (en)                       | État de Mexico             | 2010              |              |              |
| 39 | Réserve de biosphère des Iles Marías (en)                    | Nayarit                    | 2010              | 641285       |              |
| 40 | Réserve de biosphère Tehuacán-Cuicatlán                      | Oaxaca Puebla              | 2012              | 490187       |              |
| 41 | Réserve de biosphère de l'île Cozumel                        | Quintana Roo               | 2016              |              |              |

## Ancienne réserve de biosphère de l'UNESCO
Réserve de biosphère supprimée en 2020 à la demande du Mexique :
- Réserve de biosphère Islas del Golfo de California (1995)[3]